# Chorramdaszt
Chirramdaszt (pers. خرمدشت) – miasto w Iranie, w ostanie Kazwin. W 2016 roku liczyło 6554 mieszkańców.